# Hamilton Cuvi
Hamilton Emilio Cuvi Rivera (n. Milagro, Ecuador,  el 8 de mayo de 1960) es un exfutbolista y entrenador ecuatoriano. Es considerado uno de los más talentosos jugadores de fútbol que ha dado el Ecuador. Es parte de los goleadores históricos de la Serie A de Ecuador, con un total de 147 goles.

## Trayectoria
Cuvi debutó en 1978, con la camiseta del Milagro Sporting Club. Nadie pensó que este flaco jugador, de gran técnica y mucho gol, se convertiría en uno de los referentes de ese puesto en el fútbol de Ecuador. En 1982, llegó a Nueve de Octubre, equipo que lo catapultó a la Selección de fútbol de Ecuador. Fue vicecampeón ecuatoriano en 1983 y 1984. En 1985 pasó a Filanbanco, cuadro con el que fue segundo del torneo de 1987.

## Selección nacional
Fue internacional con la Selección de fútbol de Ecuador en 45 ocasiones, marcando 6 goles.

### Participaciones internacionales
- Copa América 1983
- Copa América 1987
- Copa América 1989

## Clubes
| Club                  | País    | Año       |
| --------------------- | ------- | --------- |
| Milagro Sporting Club | Ecuador | 1978-1979 |
| Audaz Octubrino       | Ecuador | 1980-1982 |
| Nueve de Octubre      | Ecuador | 1982-1984 |
| Filanbanco            | Ecuador | 1985-1990 |
| Valdez                | Ecuador | 1991-1993 |
| Liga de Portoviejo    | Ecuador | 1993      |
| Filanbanco            | Ecuador | 1994      |
| Aucas                 | Ecuador | 1995-1996 |
| Delfín Sporting Club  | Ecuador | 1997-2003 |

### Distinciones individuales
| Distinción                          | Año  |
| ----------------------------------- | ---- |
| Goleador del Campeonato Ecuatoriano | 1987 |